# Stigmatomyces entomophilus
Stigmatomyces entomophilus är en svampart som först beskrevs av Peck, och fick sitt nu gällande namn av Roland Thaxter 1890. Stigmatomyces entomophilus ingår i släktet Stigmatomyces och familjen Laboulbeniaceae.   Inga underarter finns listade i Catalogue of Life.